# Ciudad Deportiva José Ramón Cisneros Palacios
La Ciudad Deportiva José Ramón Cisneros Palacios o también hostal/pensión son unas instalaciones deportivas pertenecientes al Sevilla F. C. situadas en las afueras de la ciudad de Sevilla (España). Es el recinto donde entrenan habitualmente todos los equipos del club y disputan sus encuentros como locales el Sevilla Atlético, el Sevilla F. C. femenino y todas las categorías inferiores de la entidad. En ella se encuentra el Estadio Jesús Navas su terreno de juego principal.

## Historia
En la década de 1960 el presidente José Ramón Cisneros Palacios ordena la construcción de una ciudad deportiva, ya que en ese momento, el Sevilla F. C. solo podía realizar sus entrenamientos en el Estadio Ramón Sánchez Pizjuán y los filiales solo disponían de un campo.
Cisneros Palacios desarrolló la idea de una ciudad deportiva que formara futbolistas no sólo para el primer equipo, sino también para poder ceder a algunos y estrechar así las relaciones con otras entidades. Fue en 1968 cuando el citado presidente adquirió el cincuenta por ciento de los actuales 250 000 m². La otra mitad se consiguió ya en la época de Eugenio Montes Cabeza.
El recinto sevillista está ubicado a las afueras de la ciudad, en la carretera de Utrera (A-376). Su estructura es densa y ha ido evolucionando con el paso del tiempo. Actualmente es el cuartel general del primer equipo, donde lleva a cabo la gran parte de su trabajo semanal. Para ello existe un campo de fútbol de hierba natural, el Estadio Jesús Navas, que cuenta con las dimensiones apropiadas para que el primer filial del equipo hispalense dispute sus encuentros oficiales y el primer equipo femenino pueda hacer lo propio en la máxima categoría. A él se le suman varios campos más, tanto de césped natural como artificial.
En 2007, debido al ascenso a la Segunda División de España del Sevilla Atlético, el club realiza una obras para que en el estadio de la ciudad deportiva quepan 8000 personas sentadas así como otras para un mejor acceso y más comodidad.
El campo de fútbol principal, tras un nuevo ascenso del filial en el año 2016, fue de nuevo reformado, mejorando las instalaciones con una nueva grada cubierta para 2600 espectadores -bajo la cual en futuras reformas se reubicarán los vestuarios, oficinas y salas de trabajo- siendo rebautizado como Campo Viejo Nervión en honor al desaparecido Campo de Nervión, estadio donde jugó el Sevilla F. C. entre los años 1928 y 1958 y sobre el cual se erige el Estadio Ramón Sánchez Pizjuán.
El 17 de octubre de 2018 el presidente del Sevilla F. C., José Castro Carmona, anunció el cambio de nombre del estadio, que pasaría a llamarse Estadio Jesús Navas en honor al exjugador Jesús Navas, canterano con mayor número de encuentros disputados con el Sevilla F. C..

## Canteranos destacados
En la Ciudad Deportiva José Ramón Cisneros Palacios se han formado tres futbolistas campeones del mundo con la selección española de fútbol masculino, además de otros que también han sido internacionales por España y Camerún, llegando a disputar la Copa Mundial de la FIFA en algunos casos. Del mismo modo, varias jugadoras internacionales absolutas con España también han surgido de allí. En categorías inferiores, la lista de representantes del Sevilla F. C. se amplía sobremanera, obteniendo títulos y medallas en todas las categorías, tanto masculinas como femeninas.
| - Salva Ballesta - Lauren Bisan-Etame - Diego Capel - Lola Gallardo - Celia Jiménez - Manolo Jiménez - Francisco López Alfaro - Carlos Marchena - Alberto Moreno - Nando Muñoz - Jesús Navas - Rafa Paz | - Diego Perotti - Antonio Puerta - Teemu Pukki - Sergio Ramos - José Antonio Reyes - Sergio Rico - Luis Alberto - José Mari Romero - Ángela Sosa - Ramón Vázquez - Juan Velasco - Olga Carmona |